# Hazdayi Penso
Hazdayi Penso (ur. 8 marca 1914, zm. 28 września 1986) – turecki koszykarz, uczestnik Letnich Igrzysk Olimpijskich 1936. 
Na igrzyskach w Berlinie reprezentował swój kraj w turnieju koszykówki. Wraz z kolegami zajął ex aequo 19. miejsce.
W sezonie 1935–1936 Penso reprezentował turecki klub Barkhoba.